# Terra Sabaea

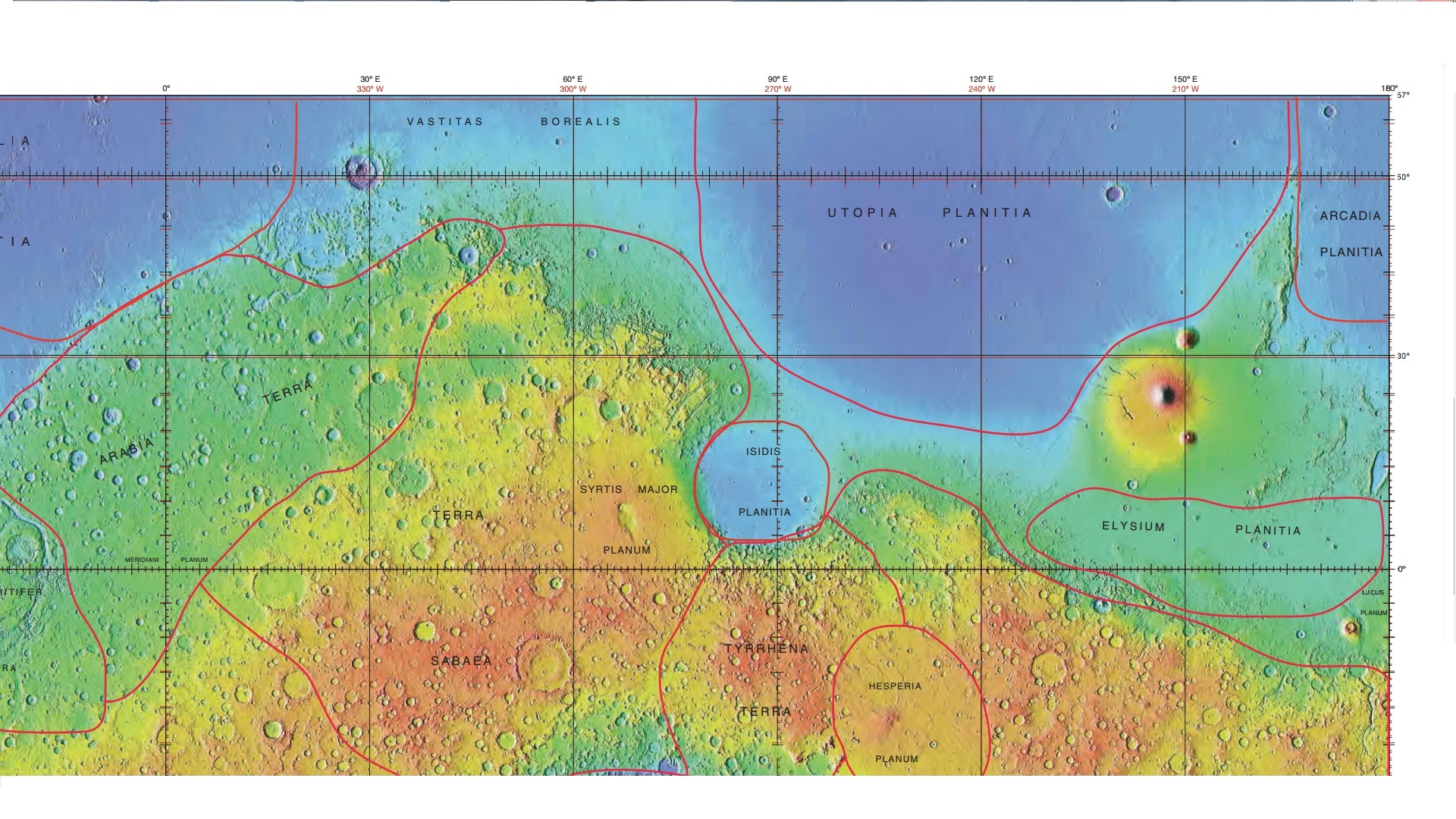
Image en fausses couleurs montrant Terra Sabaea et ses alentours (carte MOLA).

Terra Sabaea est une vaste région martienne s'étendant sur 4 700 km et centrée par 2° N et 42° E, soit une région couvrant les quadrangles d'Arabia, de Syrtis Major, de Sinus Sabaeus et d'Iapygia. Elle tire son nom d'une formation d'albédo identifiée de longue date par les astronomes depuis la Terre. Il s'agit de hautes terres fortement cratérisées et géologiquement anciennes datant du Noachien, dont l'altitude dépasse 4 000 m dans l'hémisphère sud à proximité de Noachis Terra.
Terra Sabaea est connue comme une région libérant des quantités significatives de méthane dans l'atmosphère de Mars.